# Колфилд, Джеймс, 1-й граф Чарлмонт
Джеймс Колфилд, 1-й граф Чарлмонт (англ. James Caulfeild, 1st Earl of Charlemont; 18 августа 1728 — 4 августа 1799) — ирландский пэр и государственный деятель.

## Происхождение
Родился 18 августа 1728 года в Дублине (Ирландия). Старший сын Джеймса Колфилда, 3-го виконта Чарлмонта (1682—1734). Его матерью была Элизабет Бернард (1703—1743), дочь Фрэнсиса Бернарда, члена Ирландской палаты общин, и Элис Ладлоу. После смерти отца она снова вышла замуж за Томаса Эддерли и умерла при родах в 1743 году в возрасте 40 лет, после рождения дочери Элизабет, которая позже вышла замуж за майора Дэвида Росса.
21 апреля 1734 года после смерти своего отца пятилетний Джеймс Колфилд унаследовал титулы 4-го виконта Колфилда в графстве Арма (Пэрство Ирландии) и 8-го лорда Колфилда в графстве Арма (Пэрство Ирландии).

## Искусство и культура
Лорд Чарлмонт был хорошо известен своей любовью к классическому искусству и культуре и провел девять лет в гран-туре по Италии, Греции, Турции и Египту. Он обещал Джованни Баттисте Пиранези деньги на печать издания Le antichità romane 1756 года. Когда виконт Чарлмонт не предоставил средств, Пиранези вычеркнул свое имя из посвящения, вдохновленного римской практикой damnatio memoriae. Художник отстаивал свою точку зрения в Lettere di giustificazione scritte a Milord Charlemont («Письма-оправдание, написанные лорду Чарлмонту») (1757). Он вернулся в Дублин и нанял шотландского архитектора сэра Уильяма Чеймберса для реконструкции своей главной резиденции Марино-хаус и уникального неоклассического здания садового павильона рядом, Casino at Marino, а также для проектирования своего таунхауса Чарлмонт-хаус.

## Политика

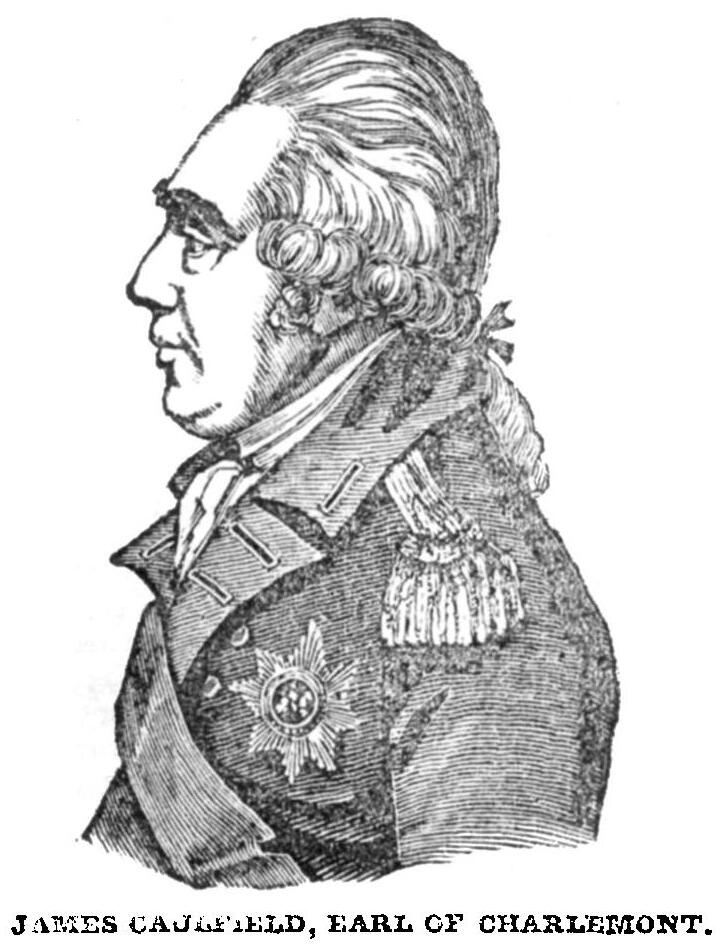
Лорд Чарлмонт в расцвете сил

Лорд Чарлмонт исторически интересен своей политической связью с Генри Флудом и Генри Граттаном. Он был образованным человеком с литературными и художественными вкусами, и как в Дублине, так и в Лондоне он имел значительное общественное влияние. Он был первым президентом Королевской ирландской академии и был членом Королевского дублинского общества. Он был назначен пожизненным хранителем рукописей графства Арма в 1760 году. В июле 1780 года он был назначен главнокомандующим ирландских добровольцев.
23 декабря 1763 года за различные заслуги в Ирландии Джеймс Колфилд получил титул 1-го графа Чарлмонта в графстве Арма (Пэрство Великобритании), что дало ему и его потомкам автоматическое место в Палате лордов Великобритании.
Губернатор графства Арма с 1749 по 1792 год.

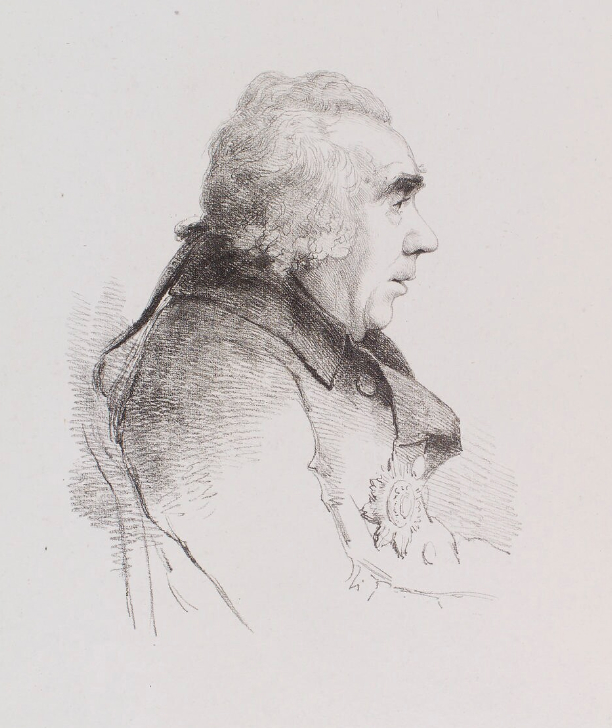
Джеймс Колфилд, граф Чарлмонт, в старости

5 февраля 1783 года граф Чарлмонт стал одним из основателей и первых кавалеров рыцарского ордена Святого Патрика. В августе 1783 года он был назначен членом Тайного совета Ирландии.
Он был президентом съезда добровольцев в Дублине в ноябре 1783 года, приняв ведущее участие в формировании Ирландских добровольцев. Он был ярым противником предложений об Унии между Великобританией и Ирландией. Его старший сын, который стал его преемником, в 1837 году получил титул барона в Пэрстве Соединённого королевства.

## Личная жизнь
2 июля 1768 года лорд Чарлмонт женился на Мэри Хикман (? — апрель 1807), дочери Томаса Хикмана из Брикхилла, графство Клэр. У супругов было двое сыновей:
- Фрэнсис Уильям Колфилд, 2-й граф Чарлмон (3 января 1775 — 26 декабря 1863)[3], старший сын и преемник отца.
- Достопочтенный Генри Колфилд (29 июля 1779 — 4 марта 1862)[3], в 1819 году он женился на Элизабет Маргарет Браун, от брака с которой у него было трое детей. Среди них — Джеймс Молинье Колфилд, 3-й граф Чарлмонт (1820—1892).

Его сводная сестра Элизабет Эддерли (род. 23 мая 1743), была матерью генерал-майора Роберта Росса.
Граф Чарлмонт скончался 4 августа 1799 года в возрасте 70 лет в Дублине (Ирландия). Он был похоронен в Арме, графство Арма, Ирландия. Ему наследовал его старший сын Фрэнсис.